# Lưu Phúc Liên
Lưu Phúc Liên (tiếng Trung: 刘福连; bính âm: Liú Fúlián; sinh tháng 8 năm 1952) là Thượng tướng đã nghỉ hưu của Quân Giải phóng Nhân dân Trung Quốc (PLA), nguyên Ủy viên Ban Chấp hành Trung ương Đảng Cộng sản Trung Quốc khóa XVIII, nguyên Chính ủy Quân chủng Chi viện Chiến lược Quân Giải phóng Nhân dân Trung Quốc, Chính ủy Quân khu Bắc Kinh.

## Thân thế và binh nghiệp
Lưu Phúc Liên sinh tháng 8 năm 1952 tại Lai An, tỉnh An Huy. Ông tốt nghiệp Học viện Lục quân Thạch Gia Trang Quân Giải phóng Nhân dân Trung Quốc (PLA).
Tháng 12 năm 1970, Lưu Phúc Liên nhập ngũ, đi lên từ Văn thư liên đội; Cán sự phòng Chính trị Trung đoàn; Chỉ đạo viên liên chính trị; Trưởng khoa khoa Tổ chức thuộc ban Chính trị Sư đoàn; Phó chủ nhiệm ban Chính trị; Chính ủy Sư đoàn 193, Tập đoàn quân 65 Lục quân, Quân khu Bắc Kinh; Chủ nhiệm ban Chính trị Tập đoàn quân 27 Lục quân, Quân khu Bắc Kinh.
Tháng 7 năm 2003, bổ nhiệm giữ chức Chính ủy Tập đoàn quân 27 Lục quân, đồng thời phong quân hàm Thiếu tướng.
Tháng 12 năm 2006, nhậm chức Chính ủy Khu phòng thủ Bắc Kinh, Quân Giải phóng Nhân dân Trung Quốc. Tháng 7 năm 2008, ông được thăng quân hàm Trung tướng.
Tháng 12 năm 2009, Lưu Phúc Liên được bổ nhiệm giữ chức Chính ủy Quân khu Bắc Kinh. Tháng 11 năm 2012, tại Đại hội Đảng Cộng sản Trung Quốc lần thứ 18, Lưu Phúc Liên được bầu làm Ủy viên Ban Chấp hành Trung ương Đảng Cộng sản Trung Quốc khóa XVIII. Tháng 7 năm 2013, Lưu Phúc Liên thụ phong quân hàm Thượng tướng.
Ngày 31 tháng 12 năm 2015, tại Đại lầu Bát Nhất, Chủ tịch Quân ủy Trung ương Tập Cận Bình đã tuyên bố thành lập 3 quân chủng mới, là Quân chủng Lục quân, Quân chủng Tên lửa, Quân chủng Chi viện chiến lược. Lưu Phúc Liên được chỉ định giữ chức Chính ủy Quân chủng Chi viện Chiến lược Quân Giải phóng Nhân dân Trung Quốc.
Tháng 3 năm 2017, Lưu Phúc Liên được miễn nhiệm chức vụ Chính ủy Quân chủng Chi viện Chiến lược.
Giữ năm 2019, có thông tin cho rằng ông bị kỷ luật và bị giáng cấp xuống bậc sĩ quan cấp sư đoàn do liên quan đến vụ bê bối hối lộ của cựu tướng Phòng Phong Huy.